# Euphyia languescens
Euphyia languescens är en fjärilsart som beskrevs av Eduard Rosenstock 1885. Euphyia languescens ingår i släktet Euphyia och familjen mätare. Inga underarter finns listade i Catalogue of Life.